# مرض الليباز الحمضي
مرض الليباز الحمضي (بالإنجليزية: Acid lipase disease)‏ هو اسم يُستخدم لوصف متلازمتين مرتبطتين ببعضهما في أيض الحمض الدهني. يحدث مرض الليباز الحمضي عند نقص الليباز الحمضي الحالّ الضروري لتفكيك بعض أنواع الدهون التي يحتاج الجسم إلى هضمها. يؤدي ذلك إلى تراكم سميّ لهذه الدهون في خلايا الجسم وأنسجته. تشمل هذه المواد الدهنية كلا من الشمع والزيوت والكولسترول.
يؤدي نقص إنزيم الليباز الحمضي الحالّ إلى ثلاثة أمراض نادرة متعلقة بتخزين الدهون، هي:
- متلازمة نقص إنزيم الليباز الحمضي الحالّ
- داء ولمان
- مرض تخزين إستر الكولسترل

## الوبائيات
لا يُعرف مدى انتشار نقص الليباز الحمضي الليزوزومي في عموم السكان. مرض ولمان ومرض تخزين إستر كوليستيريل من الأمراض الجسدية المتنحية. يظهر مرض ولمان في المجتمع اليهودي الإيراني ويبلغ انتشاره في نسل الأزواج اليهود الإيرانيين 1 من كل 4200 ولادة. يظهر مرض تخزين إستر كوليستيريل في المجتمع الألماني والأزواج من أصل ألماني. وتشير التقديرات إلى أن 25 من كل مليون مولود جديد سيصابون بالمرض.

## آلية المرض
يوجد إنزيم الليباز الحمضي الحالّ داخل أجزاء الجسيم الحال داخل الخلية. عندما يعمل إنزيم الليباز الحمضي الحال بكفاءة، تتفكك الدهون كالدهون الثلاثية وإستر الكولسترل إلى مكوناتها الأبسط من الدهون عن طريق التحلل المائي. بعد تفكك الدهون الثلاثية، تُستخدم الأحماض الدهنية الناتجة لتوليد الطاقة. يتفكك إستر الكولسترل إلى كولسترول وأحماض دهنية، ويوصل الكولسترول إلى الخلية. يستخدم الجسم هذه الدهون للطاقة أو يرسلها إلى الكبد الذي يقوم بدوره بإزالتها. في مرض الليباز الحمضي، يكون إنزيم الليباز الحمضي الحال ناقص أو غير موجود. نجد طفرة في جين تكون الشحم (LIPA gene) في كل من داء ولمان ومتلازمة نقص إنزيم الليباز الحمضي الحالّ، الجين الذي يقع على الصبغي 10q23.2 والذي به 10 أطراف ويبلغ طوله حوالي 45 كيلوبايت، والذي يعمل على تصنيع إنزيم الليباز الحمضي الحال. تؤدي هذه الطفرة إلى فقد فعالية الجين، وهو ما يؤدي إلى تراكم سمي للدهون في خلايا الجسم وأنسجته، وهو ما يؤدي بالتأكيد إلى أعراض عدة.

## الأعراض
نجد في كل من مرض ولمان ومرض تخزين إستر الكولسترل نقصًا في إنزيم الليباز الحمضي الحال وهو ما يؤدي إلى أعراض متعددة في الجسم. يؤدي العجز عن تفكيك الدهون في مرض ولمان إلى كل من:
- تمدد البطن
- التكلس الكظري
- الفشل الكبدي
- تضخم الكبد
- القئ والغثيان
- الإسهال الدهني
- فقر الدم
- الاستسقاء البطني
- الدنف
- اليرقان
- تأخر النمو

هناك تعديلات في تخزين إستر الكولسترل وفي كميات الدهون في الدم وهو ما يؤدي إلى أعراض مثل فرط كوليسترول الدم وفرط ثلاثي غليسيريد الدم ونقص الدهون مرتفعة الكثافة في الدم مع تراكم الدهون تراكمًا زائدًا على العديد من أعضاء الجسم. نجد علامة مميزة للمرض في الأطفال وهي ضخامة الكبد والطحال والإسهال والقئ ما يسبب سوء امتصاص وفشل في النمو وفشل في الكبد. يُصاب هؤلاء الأطفال عادة بتليف الكبد بسبب تراكم كميات مرتفعة من إستر الكولسترل والدهون الثلاثية في الكبد.

## التشخيص
يُشخص مرض ولمان ومرض تخزين إستر كوليستيريل من خلال التمعن في التاريخ الطبي للمريض والأعراض والفحوصات البدنية والفحوص المختبرية والاختبارات الجينية. في الفحوص المختبرية، يكون إجمالي تركيز الكوليسترول والبروتينات الدهنية منخفضة الكثافة والدهون الثلاثية في الدم مرتفعًا ويكون التركيز المصلي للبروتينات الدهنية عالية الكثافة منخفضًا، ولا بد من ظهور هذه النتائج لتأكيد الإصابة بمرض الليباز الحمضي.
الاختبارات الجينية التي يمكن أن تُجرى:
- اختبار جين واحد
- اختبار جينات متعددة
- اختبار جينومي أكثر شمولًا (إذا لزم)

تُجرى الاختبارات الجينية على عينة من الدم أو الشعر أو الجلد أو السائل الأمنيوسي (السائل الذي يحيط بالجنين في أثناء الحمل) أو الأنسجة الأخرى. تؤخذ مسحة شدقية باستخدام فرشاة صغيرة أو قطعة قطن لجمع عينة من الخلايا من السطح الداخلي للخد.

## الأسباب والوقاية
يحدث نقص إنزيم الليباز الحمضي الليزوزومي بسبب طفرة في جين «ليبا» الذي يقدم التعليمات لإنتاج هذا الإنزيم. عندما يوجد خلل في هذا الجين يتطور مرض ولمان ومرض تخزين إستر الكوليستيريل. تشمل طرق الوقاية من مرض الليباز الحمضي المشورة الوراثية للوالدين الذين من المحتمل أن يكونا حاملين للجين المتحور قبل الإنجاب.

## العلاج والتشخيص
العلاج المعتمد من قبل إدارة الغذاء والدواء الأمريكية لمرض وولمان هو دواء يدعى كانوما أو سيبليباز ألفا. يعمل هذا الدواء من خلال كونه بديلًا عن الإنزيم ما يسمح للجسم بالبدء في تفكيك الدهون الثلاثية وإسترات الكوليسترول إلى مكوناتها الدهنية البسيطة. من الطرق الأخرى لعلاج نقص الليباز الحمضي ومرض تخزين إستر كوليستيريل اتباع نظام غذائي قليل الدسم، وتناول العقاقير المخفضة للكوليسترول وغيرها من عوامل خفض الدهون، وزرع الخلايا الجذعية، وزرع الكبد. يكون العمر المتوقع للأفراد المصابين بمرض تخزين إستر كوليستيريل أطول من عمر الأفراد المصابين بمرض وولمان، وقد تطيل العلاجات المتاحة الحياة إلى مرحلة البلوغ. يموت ما يقرب من 50% من الأفراد المصابين بمرض تخزين إستر كوليستيريل في العقد الثاني من العمر بسبب المضاعفات الكبدية أو الأمراض القلبية. تظهر الأعراض عند الرضع المصابين بنقص الليباز الحمضي الليبوزومي في الأسابيع الأولى من الحياة ويموتون في غضون 6-12 شهرًا بسبب فشل الأعضاء المتعدد.

## الأبحاث الحديثة
تُجرى الدراسات لفهم آلية تأثير مرض الليباز الحمضي الليزوزومي على المستوى الخلوي والجزيئي، ويمكن الاستفادة من النتائج في تطوير علاجات جديدة لهذه الأمراض. بحثت دراسة بعنوان «دور الليباز الحمضي الليزوزومي في استقلاب البروتين الدهني منخفض الكثافة في البلازما. ملاحظات في الخلايا الليفية المستزرعة من مريض مصاب بمرض تخزين إستر كوليستيريل» في قدرة الخلايا الليفية البشرية على تحليل إسترات الكوليستيريل من البروتين الدهني منخفض الكثافة الخارجي لتزويد الخلية بالكوليسترول الحر. تبحث دراسات أخرى في قلة تشخيص مرض الليباز الحمضي. وللتعامل مع هذا، يدرس العلماء الآليات الجزيئية والتشخيص التفريقي والسمات المميزة لمرض الليباز الحمضي.